# Megalomus australis
Megalomus australis är en insektsart som först beskrevs av Gonzalez Olazo 1993.  Megalomus australis ingår i släktet Megalomus och familjen florsländor. Inga underarter finns listade i Catalogue of Life.